# 3 Idiots
3 Idiots är en indisk komedi från 2009, regisserad av Rajkumar Hirani och med manus av Abhijat Joshi. Den är baserad på romanen Five Point Someone av Chetan Bhagat. I rollerna Aamir Khan, Kareena Kapoor, R. Madhavan, Sharman Joshi, Omi Vaidya, Parikshit Sahni och Boman Irani. Det är en av mest framgångsrika Bollywoodfilmerna under senare år och slog kassarekord vid lanseringen. 
3 Idiots fick vid International Indian Film Academy Awards 2010 pris bland annat för bästa film, bästa regi, bästa story och bästa manus.

## Handling
Filmen handlar om de tre nära vännerna Farhan Qureshi (R. Madhavan), Raju Rastogi (Sharman Joshi) och Ranchoddas Shamaldas "Rancho" Chanchad (Aamir Khan) som är ingenjörsstudenter vid Imperial College of Engineering (ICE). De har olika bakgrund och "Rancho" är den mest begåvade av de tre. "Rancho" börjar tidigt se brister i det tävlingsinriktade skolsystemet och hur det går ut på att eliminera eleverna, en efter en. Under handlingens gång blir "Rancho" kär i Pia (Kareena Kapoor), som är dotter till filmens antagonist: skolans rektor, professor Viru "Virus" Sahastrabudhhe (Boman Irani). "Virus" gillar studenter som kan saker utantill, som Chatur "Silencer" Ramalingam, (Omi Vaidya) - men han ogillar dem som trotsar systemet.